# Deretaphrus erichsoni
Deretaphrus erichsoni is een keversoort uit de familie knotshoutkevers (Bothrideridae). De wetenschappelijke naam van de soort werd in 1855 gepubliceerd door Edward Newman.